# Оскар популарности 2010.
Оскар популарности 2010. је била прва додела у организацији часописа Пулс. Свечана додела је била одржана 9. фебруара 2010. у Београдском Сава центру. Манифестацију је директно преносила ТВ Пинк, а водитељи су били Ивана Зарић и Владимир Алексић.
Генерални спонзор доделе је био Телеком Србија, а златни спонзори доделе су били Ерсте банка и компанија аутомобила Опел који је превозио учеснике до Сава центра.

## Пред доделу
Гордана Предић, супруга покојног творца ове награде, Зорана Предића је схватила да је дошло право време да се ова додела награда врати на велика врата. Зато је часопису „Пулс“ дала понуду да преузму организацију Оскара популарности, што је ту понуду „Пулс“ почетком децембра 2009. и прихватио.

## Начин гласања
Читаоци „Пулса“ су од половине децембра до краја јануара гласали за своје фаворите купоном и СМС порукама у следећих 18 категорија
- Филм године
- ТВ Серија године
- ТВ Емисија године
- Радио-емисија године
- Глумица године
- Глумац године
- Спортисткиња године
- Спортиста године
- Поп певачица године
- Поп певач године
- Фолк певачица године
- Фолк певач године
- Група године
- ТВ Лице године
- Личност године
- Е-Оскар
- Концерт године
- YU Оскар

## Важна правила током гласања
- Приликом гласања за ТВ Емисију године, нису се рачунале лиценцне емисије типа Велики Брат, Фарма итд. Рачунале су се само домаће емисије.
- Током гласања за Групу године, није било битно који жанр та група свира, било је битно да је реч о Музичом саставу
- Током гласања за Kонцерт године, није се рачунао само продат број карата, него и квалитет наступа.
- Награда Е-Оскар била је намењена алтернативним извођачима рок и хип-хоп музике.
- Награда YU Оскар је намењена певачима и глумцима из бивше Југославије.
- Награду за Личност године, добија особа која је оставила најбољи утисак на публику.

## Финалисти Оскара популарности 2010.
У броју Пулс-а од 26. јануара 2010, овај часопис је објавио номиноване за доделу у свих 18 категорија и тада су читаоци Пулс-а до два дана пред доделу купоном и СМС порукама гласали само за номиноване.
ТВ лице 2009. године
- Јована Јанковић
- Иван Ивановић
- Огњен Амиџић
- Зоран Кесић

Личност 2009. године
- Катарина Ребрача
- Владе Дивац
- Радомир Антић

Најбољи филм 2009. године
- Тамо и овде
- Турнеја
- Београдски фантом

Најбоља тв серија 2009. године
- Рањени орао
- Јесен стиже, дуњо моја
- Оно као љубав
- Бела лађа
- Село гори, а баба се чешља

Најбоља тв емисија 2009. године
- Сасвим природно
- ТВ Слагалица
- Звезде Гранда

Најбоља радио-емисија 2009. године
- Дизање
- Национално разгибавање
- Караван

Најбоља глумица 2009. године
- Слобода Мићаловић
- Мирјана Карановић
- Наташа Нинковић

Најбољи глумац 2009. године
- Иван Босиљчић
- Милан Гутовић
- Сергеј Трифуновић

Најбоља фолк певачица 2009. године
- Лепа Брена
- Светлана Ражнатовић
- Сека Алексић

Најбољи фолк певач 2009. године
- Милан Топаловић
- Мирослав Илић
- Милан Станковић

Најбоља поп певачица 2009. године
- Александра Радовић
- Марија Шерифовић
- Јелена Томашевић
- Емина Јаховић
- Наташа Беквалац

Најбољи поп певач 2009. године
- Здравко Чолић
- Жељко Јоксимовић
- Владо Георгиев
- Сергеј Ћетковић
- Жељко Самарџић

Најбољи бенд 2009. године
- Ван Гог
- Рибља чорба
- Бајага и инструктори
- ОТ Бенд

Најбољи концерт 2009. године
- концерт групе Ван Гог(Одржан у Београдској арени 2009)
- концерт групе Рибља чорба (Одржан у Београдској арени 2009)
- концерт Ивана Босиљчића (Одржан у Дому синдиката 2009)

Е-Оскар 2009. године
- Скај Виклер
- Марчело
- С.А.Р.С.
- Рамбо Амадеус

Најбоља спортисткиња 2009. године
- Нађа Хигл
- Ана Ивановић
- Јелена Јанковић

Најбољи спортиста 2009. године
- Немања Видић
- Милорад Чавић
- Новак Ђоковић

YU-Оскар 2009. године
- Северина
- Плави оркестар
- Борис Новковић

специјална признања:
- Срђан Шапер (Награда "Зоран Предић" за посебан допринос медијском стваралаштву)
- Тоше Проески (Специјални Оскар Популарности за животно дело)